# The Supernaturals
The Supernaturals sind eine britische Gitarrenpopband aus Glasgow. Mit dem Frontsänger James McColl erhielten sie 1996 einen Plattenvertrag bei Parlophone und veröffentlichten eine Reihe von Singleauskopplungen aus ihren drei Alben. Einige ihrer Songs wurden in Werbespots verwendet, der Band gelang jedoch nie der richtige Durchbruch.

## Bandgeschichte
Während ihrer aktiven Zeit von fünf Jahren produzierten The Supernaturals fast 100 Songs, von denen allerdings nur neun in den britischen Musikcharts landeten. Am erfolgreichsten war ihr Album It Doesn’t Matter Anymore, das 1997 Platz 9 der Albumcharts erreichte.
Der Sound der Band lehnte sich an den der Rockbands der 1960er Jahre an, enthielt aber auch Synthesizerelemente. Die Texte der Songs waren oft selbstironisch und amüsant.